# Nguyễn Văn Xuân

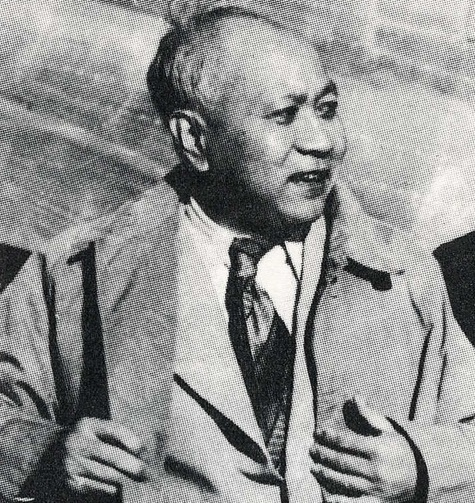
Nguyễn Văn Xuân (1947)

Nguyễn Văn Xuân (* 3. April 1892; † 14. Januar 1989) war ein französisch-vietnamesischer Offizier und Politiker. Er diente während des Ersten und Zweiten Weltkriegs im französischen Militär. Während des Indochinakriegs übernahm er eine führende politische Rolle beim Aufbau eines pro-französischen antikommunistischen Staates.

## Herkunft und Werdegang
Nguyen Van Xuan wurde in der Provinz Gia Dinh geboren. Er schloss seine Schulausbildung am Lycée Chasseloup Laubat in Saigon ab. Er studierte in Frankreich als erster Vietnamese an der École polytechnique. Er erhielt die französische Staatsangehörigkeit und trat in die französischen Streitkräfte ein.

## Militärische Laufbahn
Während des Ersten Weltkriegs diente er an der Westfront. Für seinen Einsatz bei der Schlacht um Verdun wurde er mit dem Croix de Guerre ausgezeichnet. Während der Zwischenkriegszeit war diente er in den französischen Streitkräften in Indochina. 1939 wurde er stellvertretender Leiter der Artillerie für Cochinchina und Kambodscha. Im Verlauf dieses Jahres wurde er ans Verteidigungsministerium versetzt und übernahm einen Posten verantwortlich für die Ausrüstung der Kolonialtruppen. Danach kehrte er nach Indochina zurück.
Nach der Machtübernahme der Japaner am 9. März 1945 verweigerte Nguyen Van Xuan die Zusammenarbeit und wurde zusammen mit seiner französischen Frau mit anderen französischen Staatsbürgern in Hanoi interniert. Bei Kriegsende hatte er den Rang eines Obersten der französischen Streitkräfte inne.

## Politische Karriere
Nach dem Ende des Zweiten Weltkriegs war Nguyen Van Xuan eine Führungsfigur des an Frankreich angelehnten Staates Vietnam. Er fungierte zweimalig als Präsident der Autonomen Republik Cochinchina. Vom 27. Mai bis zum 14. Juni 1949 war er Präsident des pro-französischen vietnamesischen Staates. Nguyen Van Xuan wurde von den Franzosen als Führungsfigur in einer potentiellen Separatistenbewegung Cochinchinas gegenüber den nationalstaatlichen Bestrebungen gesehen. Während des Indochinakriegs stieg er zum General auf.
Nguyen Van Xuan übernahm eine führende Rolle beim Vorhaben Bảo Đại wieder zum Staatschef zu machen. Mit der Rückkehr von Bảo Đạ im Juni 1949 übernahm dieser die Rolle des Staatschefs. Nguyen Van Xuan fungierte in Bao Dais Regierung als Vizepräsident und Verteidigungsminister.
1954 unterlag er im Machtkampf gegen Ngô Đình Diệm. Er verließ daraufhin Vietnam ins französische Exil und starb 1989 in Frankreich.